# Joe Ellis
Joseph Franklin Ellis, detto Joe (Oakland, 3 maggio 1944), è un ex cestista statunitense, professionista nella NBA.

## Carriera
Venne selezionato dai San Francisco Warriors al secondo giro del Draft NBA 1966 (13ª scelta assoluta).
Con gli Stati Uniti ha disputato le Universiade di Budapest 1965.